# Mihail Kutuzov

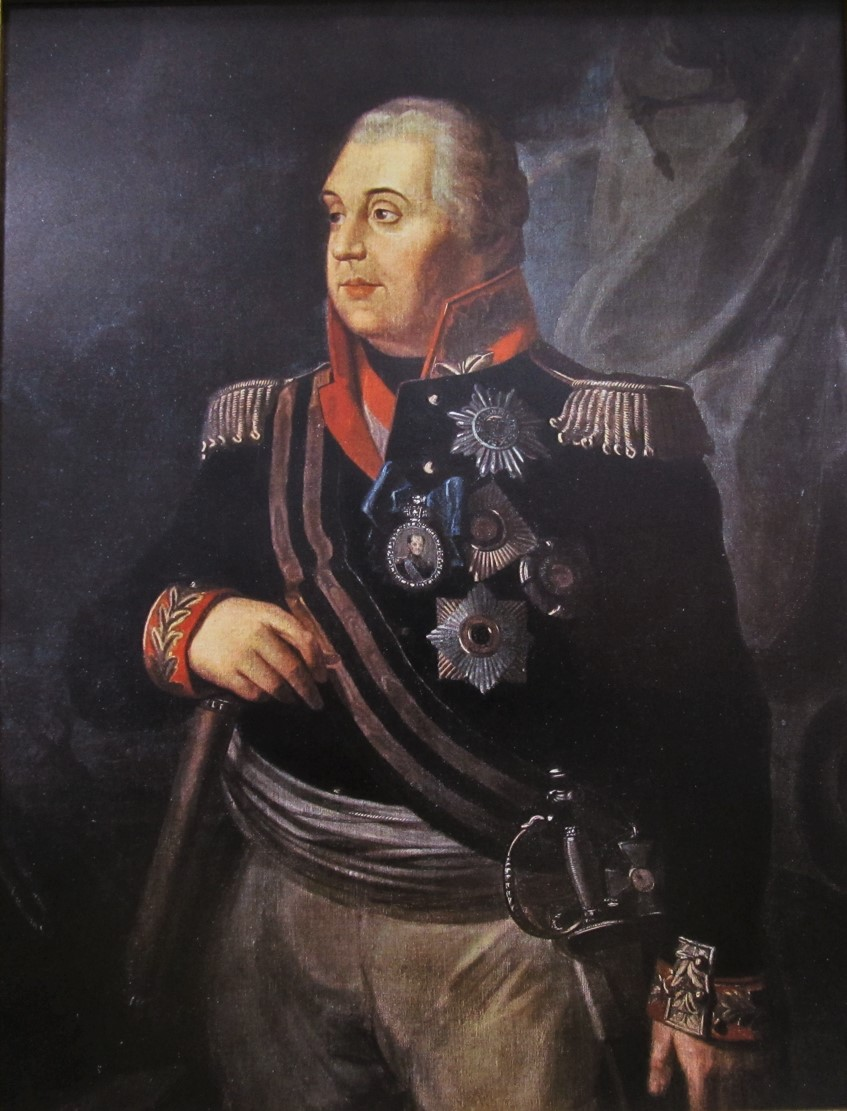
Mihail Kutuzov

Prințul Mihail Illarionovici Golenișcev-Kutuzov (în limba rusă: Князь Михаи́л Илларио́нович Голени́щев-Куту́зов) (*5 septembrie {s.v.)/ 16 septembrie(s.n.) – 1745 — † 16/28 aprilie 1813 a fost un feldmareșal țarist, căruia i se atribuie meritul salvării țării în timpul invaziei napoleoniene din 1812.

## Începutul carierei militare
Mihail Illarionovici Golenișcev-Kutuzov (cunoscut mai degrabă cu numele de Kutuzov) s-a născut la Sankt Peterburg. A intrat în rândurile armatei imperiale în 1759, ori poate în 1760. A participat la luptele din Polonia (1764 – 1769) și împotriva Imperiului Otoman (1770 – 1774). După ce și-a pierdut un ochi în 1775 în luptă, a luat o pauză și și-a petrecut câțiva ani călătorind prin Europa Centrală și Apuseană.
În 1784 a fost avansat la gradul de general maior, iar în 1787 a fost numit guvernator al Crimeii. Sub comanda lui Alexandr Suvorov, a cucerit o mare experiență de război și prețuirea contemporanilor în timpul războiului ruso-turc din 1787 –1792, în luptele pentru cucerirea Ociakovului, Odessei, Tighinei și Ismailului, sau în bătăliile de la Râmnic și Mașin. A fost avansat general locotenent în 1791. A fost numit succesiv ambasador la Constantinopol, guvernator al Finlandei, comandant al corpului de cadeți din Sankt Petersburg, ambasador la Berlin și guvernator al Sankt Petersburgului.
Kutuzov era unul dintre favoriții lui Pavel I, dar după asasinarea țarului a căzut în dizgrație, nereușind să cucerească aprecierea noului împărat Alexandru I.
Mihail Kutuzov a contribuit la înființarea Spitalului Filantropia din București, conform plăcii de pe statuia închinată lui în curtea acestei unități medicale.

## Perioada războaielor napoleoniene
În 1805, Kutuzov a comandat corpurile de armată care au încercat să oprească înaintarea trupelor lui Napoleon Bonaparte către Viena, câștigând o victorie sângeroasă la Dürrenstein pe 11 noiembrie 1805.
În ajunul bătăliei de la Austerlitz, Kutuzov a încercat să determine generalii aliați să nu se angajeze în luptă, dar sfaturile sale au fost respinse atât de țar cât și de planificatorul austriac, Feldzeugmeister Weyrother. Dorind să nu fie făcut responsabil pentru înfrângerea pe care o prevedea, Kutuzov a pretins că a dormit în timpul elaborării planurilor de luptă. A participat însă activ la luptă și a fost rănit (2 decembrie 1805). Între 1806 și 1811, Kutuzov a fost guvernator al Lituaniei și Kievului.
A fost numit la comanda armatelor ruse care luptau împotriva turcilor în războiului din 1806-1812, după ce predecesorul său obținuse rezultate modeste. A reușit să termine victorios războiul care se prelungise prea mult, fiind conștient de apropierea unui nou război cu Primul Imperiu Francez. A semnat Pacea de la București, prin care Imperiul Rus primea stăpânirea Basarabiei. Pentru acest succes a fost ridicat la rangul de prinț (kniaz).

## Războiul Patriotic din 1812

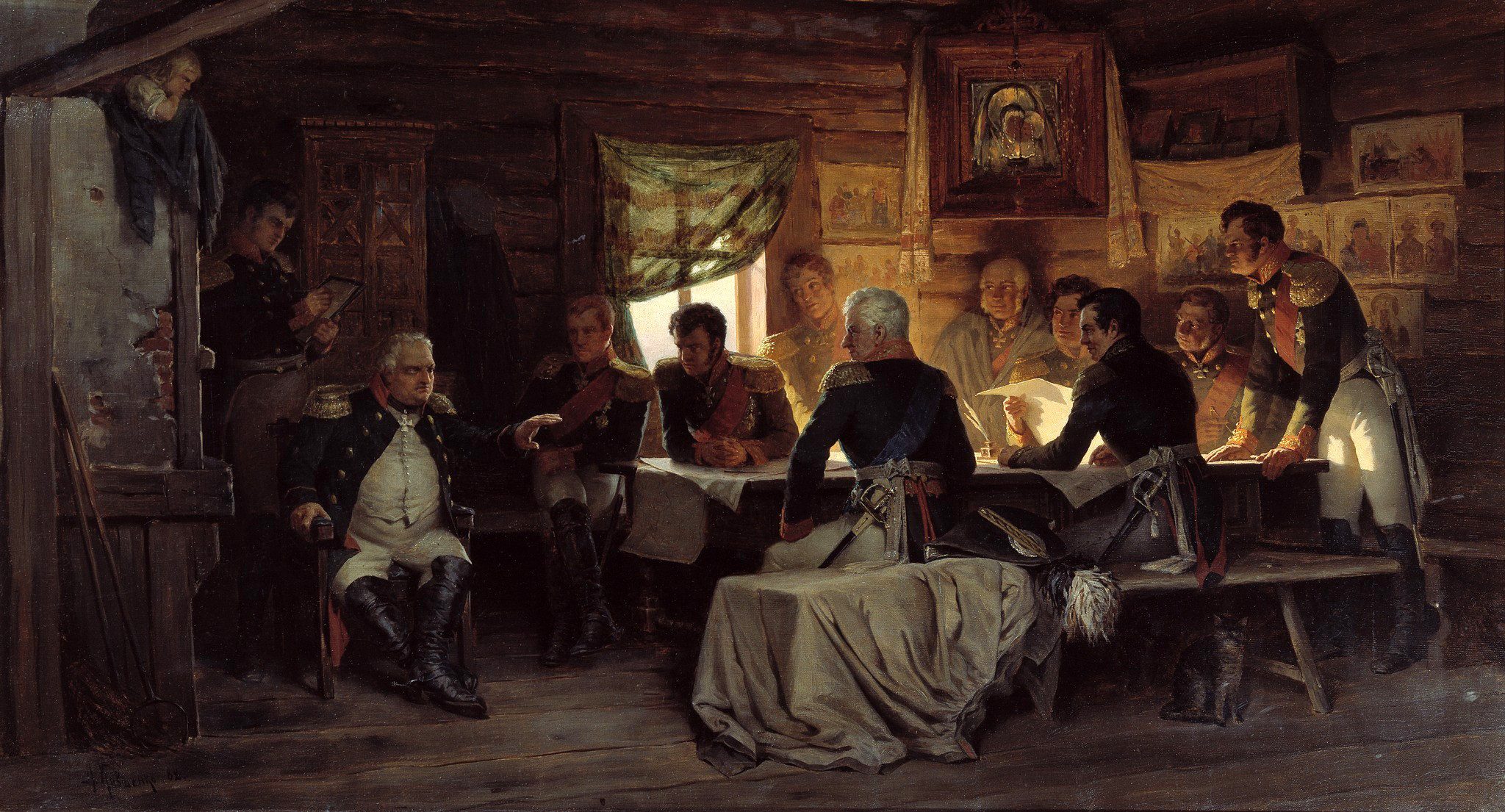
Kutuzov în timpul conferinței de la Fili a decis să lase Moscova în mâinile lui Napoleon.

Când Napoleon a invadat Rusia în 1812, Michael Andreas Barclay de Tolly (ministrul rus de război din acea perioadă) a ales tactica pământului pârjolit și a ordonat retragerea strategică. Această tactică a fost rău primită de corpul ofițeresc și de trupă, în frunte cu prințul Piotr Bagration. Din acest motiv, Kutuzov a fost numit comandant suprem pe 17 august, finnd întâmpinat cu entuziasm de subordonați.
După două săptămâni, Kutuzov a hotărât să dea bătălia hotărâtoare în apropierea Moscovei. Cele două armate, care însumau efective de aproximativ 250.000 de soldați, s-au ciocnit la Borodino pe 7 septembrie 1812, în ceea ce a fost considerată cea mai mare bătălie terestră de până atunci. Rezultatele bătăliei au fost neconcludente, iar pierderile au fost uriașe: aproximativ un sfert dintre francezi și o jumate dintre ruși fiind uciși sau răniți pe câmpul de luptă. În timpul unei conferințe rămase celebre din satul Fili, Kutuzov a hotărât să reia strategia lui de Tolly.
Prețul pentru reluarea tacticii „pământului pârjolit” a fost pierderea Moscovei, a cărei populație a fost evacuată. După o retragere spre Kaluga și refacerea efectivelor și stocurilor de arme și muniție, Kutuzov a obținut o primă victorie în bătălia de la Maloiarovlaveț, silindu-l pe Napoleon să bată în retragere. Comportamentul foarte prudent al lui Kutuzov a atras numeroase critici, dar până la urmă s-a dovedit că, prin acțiunile sale, Rusia a obținut o mare victorie, numai o mică fracțiune din Marea Armată invadatoare reușind să mai scape de distrugere.
După ce forțele conduse de însuși împăratul Alexandru I. Kutuzov a trecut treptat pe un plan secund de comandă. Starea sănătății sale s-a deteriorat treptat, iar, pe 16 aprilie/28 aprilie 1813, feldmareșalul a încetat din viață în orașul silezian Bunzlau. Trupul i-a fost repatriat, fiind înmormântat în noua catedrală a Sfintei Fecioare din Kazan din Sankt Petersburg.
Kutuzov a fost înaintat la gradul de feldmareșal și i-a fost decernat titlul onorific Luminăția Sa Cneazul Smolenski (Светлейший князь Смоленский) – pentru înfrângerea armatelor franceze în retragere de la Smolensk în noiembrie 1812. De asemenea a fost decorat cu Ordinul Sfântul Gheorghe, clasa I. 

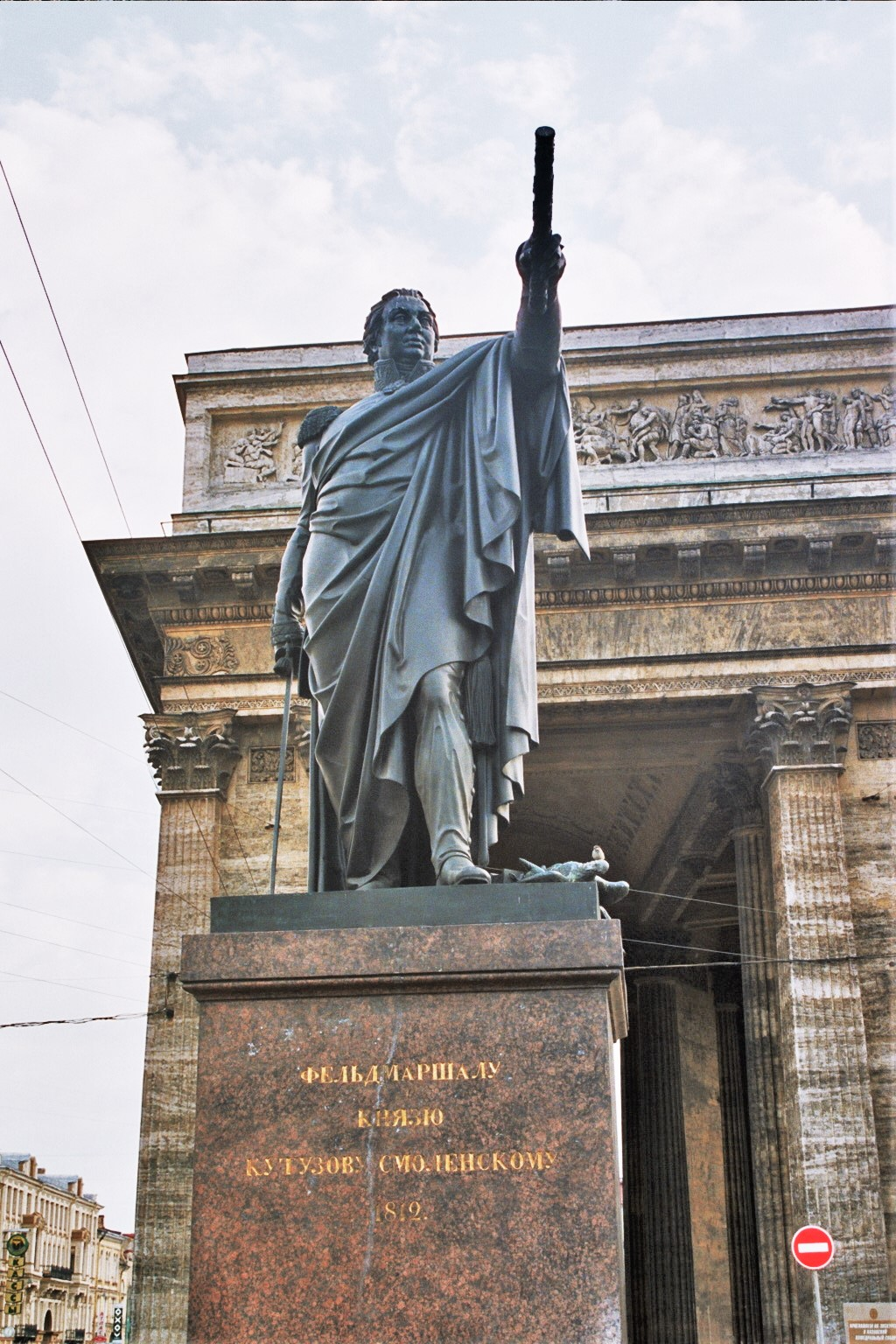
Monumentul lui Kutuzov din Sankt Petersburg (1837).